# Orange Tornadoes
Die Orange Tornadoes (1930: Newark Tornadoes) waren ein American-Football-Team. Das Team spielte unter anderem von 1929 bis 1930 in der National Football League (NFL).

## Geschichte
Die Geschichte des Teams reicht zurück bis ins Jahr 1887 als der Orange Athletic Club (Orange A. C.) eine Football-Mannschaft aufstellte. Diese spielte in der Folgezeit auch im halbprofessionellen Bereich gegen verschiedene Teams der Umgebung, ab ca. 1919 unter dem Namen Orange A. C. Golden Tornadoes. Gegner waren auch das eine oder andere NFL-Team. 1926 übernahm der Sportpromoter und frühere Football-Spieler Edward (Piggy) Simandl (1898–1975) das Team.
Für die Saison 1929 entschloss sich Simandl dem freigewordenen NFL-Franchise der Duluth Eskimos für 1500 Dollar zu erwerben. Als Trainer und Spieler wurde der All-American Jack Depler gewonnen. Die Heimspiele wurden im Knights-of-Columbus-Stadium (Main Street/Bell Street) in East Orange ausgetragen. Die Saison umfasste zwölf Spiele gegen NFL-Gegner sowie drei weitere Spiele gegen nicht an der NFL beteiligte Mannschaften. Am Ende der Saison wurden drei Spiele gewonnen, fünf verloren und vier wurden unentschieden beendet. In der Saison experimentierte das Team mit Buchstaben anstatt Startnummern auf dem Jersey.
Jack Depler erwarb im Juli 1930 gemeinsam mit William Dwyer das Franchise der Dayton Triangles und formte mit einigen Spielern der Orange Tornadoes das Team der Brooklyn Dodgers. Simandl selbst zog mit der Mannschaft ins, wesentlich größere, benachbarte Newark. Die nun Newark Tornadoes benannte Mannschaft spielte im Newark Schools Stadium sowie zwei Spiele im Newark Velodrome. Das Team startete mit vier Niederlagen und einem Unentschieden in die Saison bevor mit einem 19:0-Sieg gegen die Frankford Yellow Jackets der einzige Saisonsieg gelang. Nach weiteren sechs Niederlagen und mangelndem Zuschauerzuspruch verzichtete das Team auf die letzten vier Ligaspiele im November. Die Tornadoes schlossen das Jahr 1930 auf dem letzten Tabellenplatz in der NFL ab. Das Franchise wurde nach der Saison an die NFL zurückgegeben.
Eddie Simandl organisierte ab 1931 weiterhin eine Football-Mannschaft in Orange unter dem Namen Tornadoes. Diese spielte als unabhängiges Team sowie ab 1936 in der von Simandl mitbegründeten American Association. 1937 verkaufte Simandl 50 % des Team an Walter Brachtel aus Brooklyn. Fortan spielte das Team wieder in Newark als Newark Tornadoes. Im September 1938 verkaufte Simandl seinen restlichen Anteil an Michael Stramiello. Im August 1939 erwarben die Chicago Bears das Team um es als Farmteam unter dem Namen „Newark Bears“ zu nutzen. In Folge des Kriegseintrittes der Vereinigten Staaten in den Zweiten Weltkrieg wurde der Ligabetrieb im Dezember 1941 eingestellt. Nach der Wiederaufnahme organisierten die Bears für 1946 die Teams „Newark Bombers“ und „Akron Bears“, bevor 1948 die NFL alle Aktivitäten bezüglich Farmteams einstellte. Für das Team der Newark Bombers war Simandl als Manager tätig.

## Uniform
Das Team spielte in orangen Jerseys mit schwarzen Ziffern bzw. Unterscheidungsbuchstaben und schwarzen Schultern. 1930 wurden zusätzlich Jerseys mit weißen Ärmel genutzt.

## Statistik
| Saison           | Siege            | Niederlagen      | Unentschieden    | Punkte erzielt   | Punkte zugelassen | Platzierung      | Head Coach                                                     |
| Orange Tornadoes | Orange Tornadoes | Orange Tornadoes | Orange Tornadoes | Orange Tornadoes | Orange Tornadoes  | Orange Tornadoes | Orange Tornadoes                                               |
| ---------------- | ---------------- | ---------------- | ---------------- | ---------------- | ----------------- | ---------------- | -------------------------------------------------------------- |
| 1929             | 3                | 5                | 4                | 35               | 80                | 8. (von 12)      | Jack Depler                                                    |
| Newark Tornadoes |                  |                  |                  |                  |                   |                  |                                                                |
| 1930             | 1                | 10               | 1                | 51               | 190               | 11. (von 11)     | Alfred McGall (2 Spiele) Jack Fish und Andy Salata (10 Spiele) |